# Vlag van Chimay
De vlag van Chimay is op onbekende datum bij raadsbesluit vastgesteld als de vlag van de Henegouwse gemeente Chimay. De vlag kan als volgt worden beschreven:
Rood met een wit zwaard met een geel gevest diagonaal geplaatst, wijzend naar de bovenste broektop.
De vlag komt overeen met het vlagontwerp van de Raad van Heraldiek en Vexillologie (Frans: Conseil d’héraldique et de vexillologie). De vlag is volledig gebaseerd op het gemeentewapen en ziet er dus helemaal hetzelfde uit.